# Burgesské břidlice

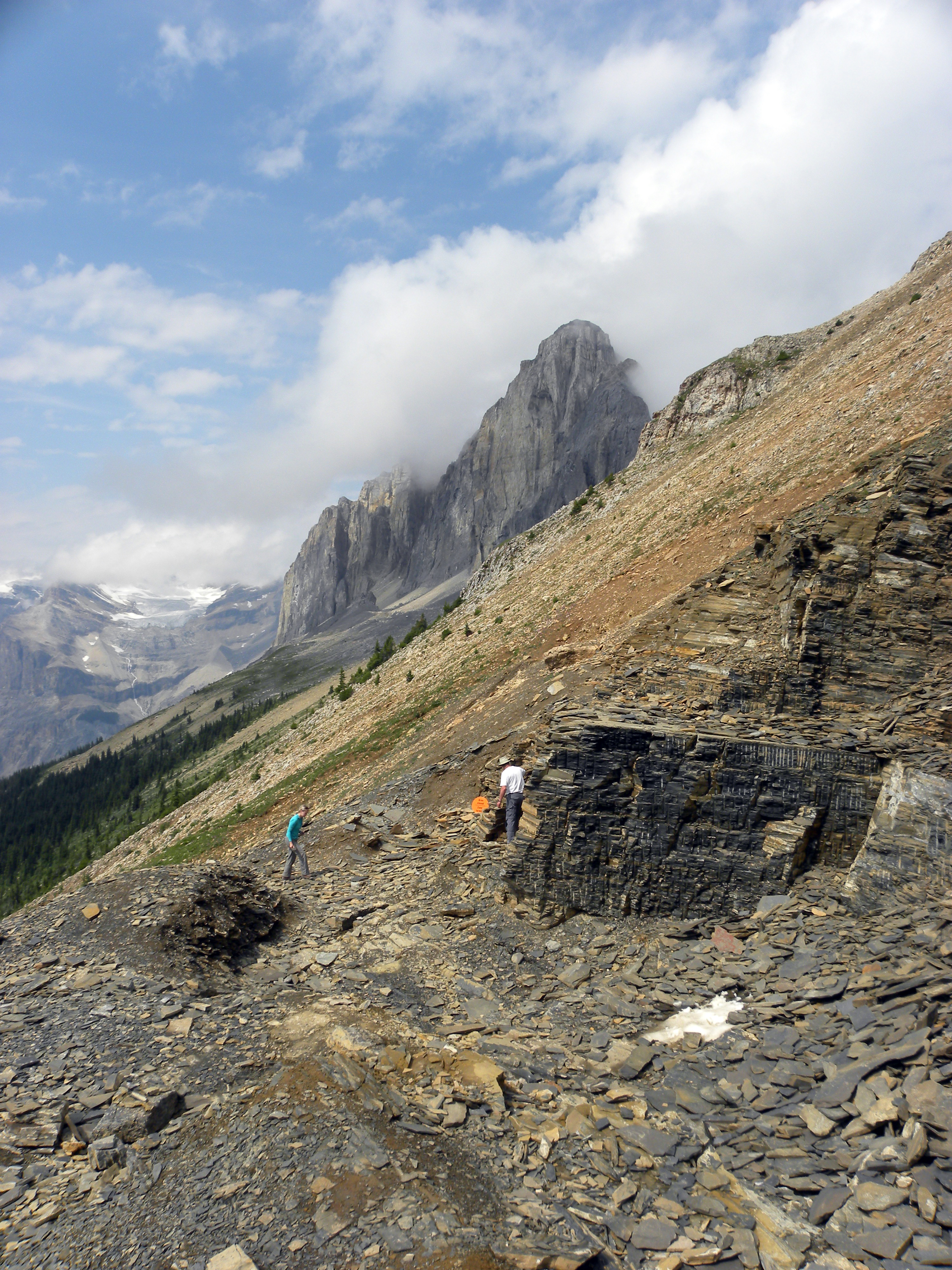
Burgesské břidlice

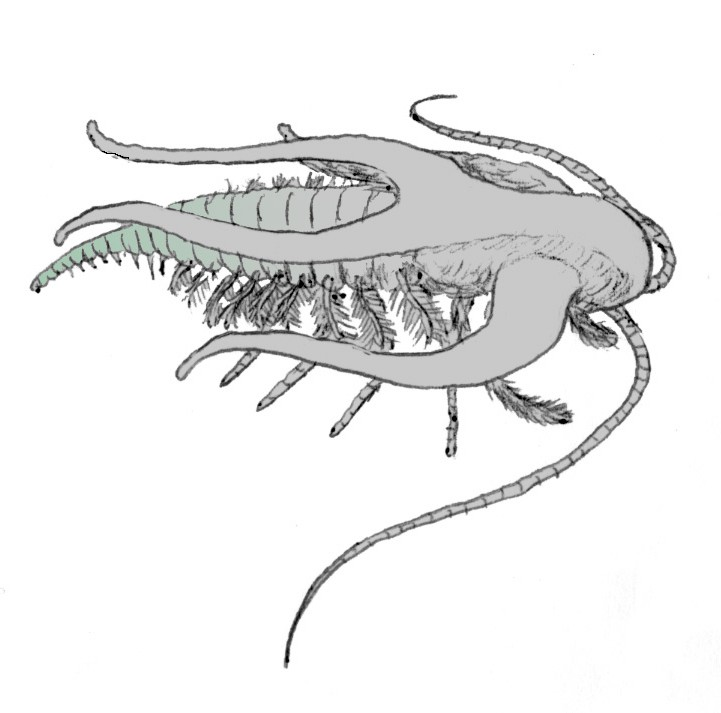
Burgesský členovec rodu Marella

Burgesské břidlice (z angl. Burgess Shales) jsou slavná kanadská naleziště fosílií, která se nacházejí v kanadských Skalistých horách v Britské Kolumbii. Jsou stará 505 milionů let (střední kambrium) a představuje tak jedno z nejstarších nalezišť fosílií živočichů na Zemi.
Burgesské břidlice objevil americký paleontolog Charles Doolittle Walcott – v roce 1909 odsud popsal první podivné a dosud neznámé druhy kambrických živočichů a postupně vytvořil rozsáhlou sbírku. Zásadní význam tohoto místa rozpoznal později Harry Blackmore Whittington, který také koordinoval další výzkum. Veřejnost se o tomto místě mohla dozvědět např. ze slavné knihy It's a Wonderful Life (1989) autora S. J. Goulda.

## Naleziště burgesského typu
K podobným nalezištím označovaným jako „naleziště burgesského typu“ patří Chengjiang v Číně, Kangaroo Island u Austrálie, Sinsk na Sibiři, Buen v Grónsku a také část barrandienu v ČR. Vědecká studie z května 2010 ukázala, že tzv. burgesská fauna na území dnešního Maroka (souvrství Fezouata) nevyhynula na konci kambria, nýbrž přežila ještě (přinejmenším) do ordoviku.